# Christian Presciutti
Christian Presciutti (* 27. November 1982 in Venedig) ist ein ehemaliger italienischer Wasserballspieler. Mit der italienischen Nationalmannschaft wurde er Weltmeister 2011, Olympiazweiter 2012 und Olympiadritter 2016.

## Sportliche Karriere
Der 1,84 Meter große Christian Presciutti gewann 2009 mit Pro Recco seinen ersten italienischen Meistertitel. 2021 folgte ein zweiter Titel mit AN Breschia.
2010 bei der Europameisterschaft in Zagreb erreichten die Italiener in ihrer Vorrundengruppe den zweiten Platz hinter den Kroaten. Die beiden Mannschaften trafen im Finale wieder aufeinander und die Kroaten gewannen mit 7:3. 2011 fand die Weltmeisterschaft in Schanghai statt. Die Italiener gewannen ihre Vorrundengruppe. Nach einem Viertelfinalsieg über die Spanier bezwangen sie im Halbfinale die Kroaten. Im Finale siegten die Italiener mit 8:7 über die serbische Mannschaft. Im Jahr darauf belegten die Italiener in ihrer Vorrundengruppe bei den Olympischen Spielen 2012 in London den zweiten Platz hinter den Kroaten. Im Viertelfinale schlugen sie die Ungarn und im Halbfinale die Serben. Im Finale trafen sie wieder auf die Kroaten und unterlagen mit 6:8. Presciutti erzielte im Endspiel eins seiner zehn Turniertore.
Bei der Weltmeisterschaft 2013 in Barcelona belegten die Italiener den vierten Platz, nachdem sie im Spiel um den dritten Platz mit 8:10 gegen die Kroaten verloren hatten. Presciutti warf im Turnierverlauf sieben Tore. Nachdem Christian Presciutti 2014 und 2015 nicht beim Saisonhöhepunkt dabei war, kehrte er für die Olympischen Spiele 2016 in Rio de Janeiro zurück. Die Italiener belegten in der Vorrunde den dritten Platz hinter Spanien und Kroatien. Nach einem Viertelfinalsieg gegen Griechenland unterlagen die Italiener den Serben im Halbfinale mit 8:10. Im Spiel um den dritten Platz besiegten die Italiener die Mannschaft Montenegros mit 12:10. Im Spiel um den dritten Platz warf Christian Presciutti vier Tore, sein Bruder Nicholas Presciutti traf zweimal. Nach über 200 Länderspielen beendete Christian Presciutti seine Länderspielkarriere mit den Olympischen Spielen.